# Jyrkeejärvi
Jyrkeejärvi är en sjö i kommunerna Keuru och Virdois i landskapen Mellersta Finland och Birkaland i Finland. Sjön ligger 125,2 meter över havet. Arean är 2,86 kvadratkilometer och strandlinjen är 11,24 kilometer lång. Sjön  ingår i Kumo älvs huvudavrinningsområde.   Den ligger omkring 85 kilometer väster om Jyväskylä och omkring 240 kilometer norr om Helsingfors. 
Sydväst om Jyrkeejärvi ligger Kitusjärvi och Vehmasjärvi. 